# George-Étienne Cartier
Pour les articles homonymes, voir Cartier et George-Étienne Cartier (ancienne circonscription fédérale).
George-Étienne Cartier, 1er baronnet Cartier de Montréal, né le 6 septembre 1814 à Saint-Antoine-sur-Richelieu et mort le 20 mai 1873 à Londres, est un homme politique canadien-français. Il joua un rôle de premier plan sur la scène politique québécoise et canadienne durant les années 1850-1870. Il fut un réformateur du système scolaire et de la justice et l'un des pères de la Confédération. Il fut l'un des membres fondateurs du Dominion du Canada où il désirait avoir une union fédérale décentralisée.

## Biographie

### Enfance et années de formation

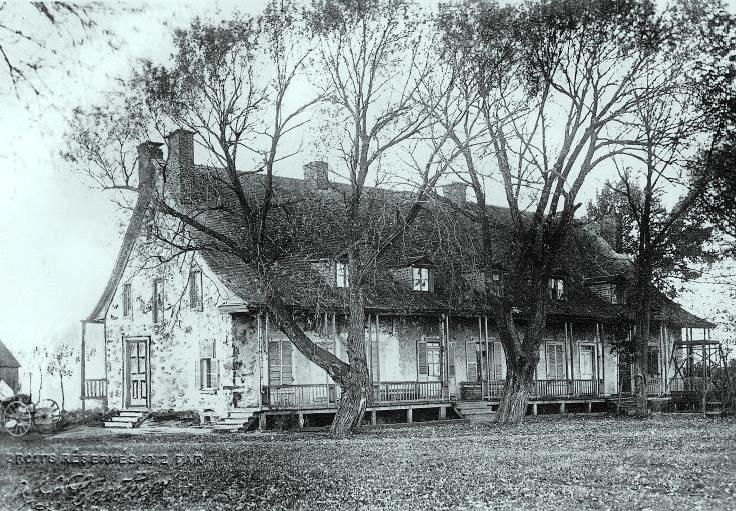
Maison natale de George-Étienne Cartier, Saint-Antoine-sur-Richelieu.

George-Étienne Cartier, fils de Marguerite Paradis et de Jacques Cartier est né le 6 septembre 1814 dans le village de Saint-Antoine-sur-Richelieu à l'est de Montréal; il était le septième de huit enfants. L'orthographe anglaise de son prénom, George, au lieu de Georges, l'orthographe habituelle en français, est expliquée par le fait qu'il fut nommé en l'honneur de George III du Royaume-Uni. Son père était Jacques Cartier, négociant, et sa mère Marguerite Paradis. La famille Cartier, commerçants de père en fils, est établie au Canada depuis 1738.
C'est sa mère qui lui donna son instruction primaire, aucune école n'existant alors dans son village. Il fit ensuite ses études secondaires, de 1824 à 1832, au Collège de Montréal, dirigé par les sulpiciens. Il devait entretenir un rapport privilégié avec cette communauté religieuse tout au long de sa vie. Dans le but de devenir avocat, il commença, à dix-sept ans, à Montréal, sa cléricature à l'étude juridique d'Édouard-Étienne Rodier, proche des patriotes. Cartier fut admis au Barreau du Bas-Canada en 1835.

### Les années de la rébellion
Il exerce d'abord sa profession d'avocat avec son ancien patron. Il est aussi très sensible à la conjoncture politique effervescente de ces années 1830. En mai 1834, il devient secrétaire du Comité central et permanent du district de Montréal; un organisme réclamant du gouvernement le respect des libertés civiles. En juin de la même année, il est présent au banquet de fondation de la Société Saint-Jean-Baptiste de Montréal, au cours duquel il interprète un chant, « Ô Canada ! mon pays, mes amours », qu'il a lui-même écrit.
Membre des Fils de la Liberté, association patriote fondée en septembre 1837, il est mêlé à l'insurrection qui a lieu à l'automne cette année-là. Il est présent lors de la bataille de Saint-Denis, le 23 novembre, « et loin d’avoir mérité les accusations de poltronnerie dont quelques adversaires l’accablèrent plus tard, il semble s’y être conduit avec courage». Après la défaite des patriotes à Saint-Charles, il vit ensuite dans la clandestinité : d'abord à Verchères puis aux États-Unis, où il réside à Plattsburgh et à Burlington de mai 1838 jusqu'à la proclamation d'amnistie, le 9 octobre suivant.

### L'avocat du Grand Tronc

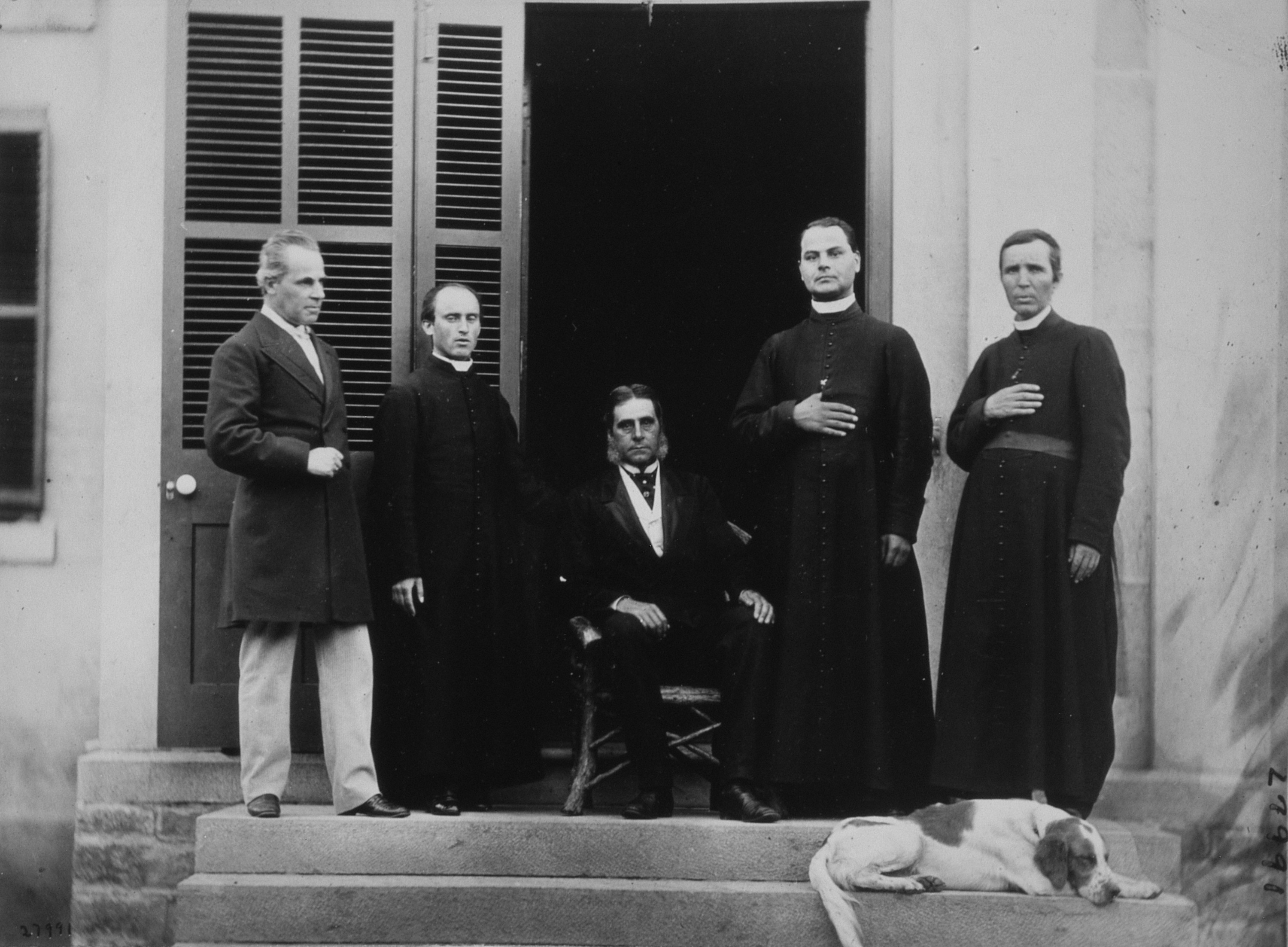
Cartier compte parmi ses clients les Sulpiciens, l'ordre religieux le plus important du Québec.

Autorisé à revenir au Canada, il s'établit à Montréal et y reprend la pratique du droit. Ces années (1839-1848) seront sa grande période d’activité comme avocat. Au début, sa clientèle provient surtout des paroisses rurales d'où il est originaire (Contrecœur, Varennes, Terrebonne), ainsi que d'anciens camarades du Collège de Montréal (Louis-Antoine Dessaulles), de patriotes comme Wolfred Nelson, et d'une communauté religieuse qu'il connaît bien (sulpiciens). Petit à petit, la vitalité économique de Montréal et les relations politiques de Cartier lui offrent l'opportunité d'aller chercher de nouveaux clients plus importants.
En 1852, Cartier, qui est député, présente au parlement le projet de loi créant la Compagnie ferroviaire du Grand Tronc. Le 11 juillet 1853, il en devient le conseiller juridique pour le Canada-Est. D'aucuns l'accusent de collusion avec la plus importante compagnie ferroviaire de l’époque. En 1854, un député lui reproche même d’être un agent du Grand Tronc et d’en recevoir de l’argent. Dès cette époque, on le voit, Cartier navigue en eaux troubles, mêlant intérêts personnels et intérêt général. Sa carrière politique sera marquée par des accusations de favoritisme et s'achèvera, on le verra, dans le scandale.
Dès qu'il commence, à partir de 1854, à occuper avec régularité des fonctions ministérielles, Cartier n'aura plus guère le temps ni l’occasion de s’occuper lui-même de la clientèle de son étude.
Tout en exerçant sa profession d'avocat, il continue à intéresser aux affaires publiques. Lors de la réorganisation de la Société Saint-Jean-Baptiste, en 1843, il en devient le secrétaire.

### Un politicien sous l'Union des Canadas

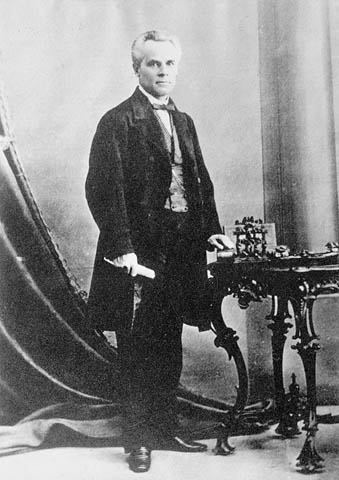

L'ancien Patriote, Fils de la liberté entame alors son évolution vers le conservatisme politique. Il finit par accepter l’Union, devient un partisan de Louis-Hippolyte La Fontaine et se bat afin d'obtenir la responsabilité ministérielle.« Cartier semble avoir rapidement accepté l’idée que la résistance armée à l’autorité était inutile et qu’il valait mieux chercher à opérer des réformes constitutionnelles », rappelle Jean-Charles Bonenfant. Si l'Union avait été instaurée dans le but de soumettre les Canadiens français, ceux-ci, selon lui, avaient réussi à l’utiliser à leur profit et il fallait continuer dans cette voie.
Cartier fut quelque temps organisateur d'élection pour Louis-Hippolyte La Fontaine. Après avoir décliné quelques offres de candidature, il accepte de se présenter à une élection dans Verchères. Il est élu, le 7 avril 1848, député à l’Assemblée législative du Canada-Uni. Cartier représentera ce comté jusqu'au début des années 1860. C'est le véritable début d'une carrière politique qui ne prendra fin qu'avec sa mort. Cette première session voit l'adoption du principe d'un gouvernement responsable. En 1849, à Montréal, la session parlementaire est dominée par le tumulte qui entoure le projet de loi sur l'indemnisation des victimes des rébellions de 1837 et de 1838 et qui amènera l'incendie de l'hôtel du Parlement par des anglophones mécontents. Les débats se poursuivront à Toronto jusqu'en 1851.
Cartier est réélu député réformiste sans opposition la même année dans le comté de Verchères. Il le sera à nouveau en 1854. Ainsi que le rappelle Bonenfant, il est déjà, à cette époque, « l’un des députés canadiens-français les plus importants». Il refuse, en 1851, le poste de solliciteur général dans le ministère Hincks-Morin et, en 1853, celui de commissaire des Travaux publics dans le même ministère. Candidat en 1854 des réformistes au poste d'orateur de l'Assemblée, il est défait par Louis-Victor Sicotte.
En janvier 1855, lors de la création du gouvernement du parti libéral-conservateur dirigé par Allan Napier MacNab et Étienne-Paschal Taché, Cartier est nommé secrétaire provincial pour le Canada-Est, fonction qu'il occupera du 27 janvier 1855 au 23 mai 1856.À son entrée au cabinet, son siège de député de Verchères étant devenu vacant, il se représente lors d'une élection partielle, le 26 février 1855, et est réélu. Jusqu'à la fin de sa vie, il ne cessera d'occuper de hautes fonctions politiques, sous l'Union comme sous le nouveau régime confédératif.
Du 24 mai 1856 au 25 novembre 1857, il est conseiller exécutif et procureur général du Bas-Canada dans le ministère Taché-Macdonald.
Le 26 novembre 1857, il devient une première fois co-premier ministre du Canada avec John A. Macdonald dans un nouveau ministère. le 26 novembre 1857. Il y fut également conseiller exécutif (jusqu'au 29 juillet 1858) et procureur général du Bas-Canada (jusqu'au 1er août 1858).
À partir du 6 août 1858, il est à nouveau premier ministre du Canada, avec Macdonald. Les deux demeureront au pouvoir jusqu'au 23 mai 1862. Cartier fut en même temps conseiller exécutif, puis procureur général du Bas-Canada. Il fut réélu député de Verchères cette même année.
Aux élections de 1861, il se présente dans Montréal-Est, comté qu'il remporte contre Antoine-Aimé Dorion. Il sera réélu en 1863 contre le même adversaire.
Après un courte période dans l'opposition, il est pressenti, en mars 1864, pour être à la tête du gouvernement, mais refuse. Il vaut mieux, selon lui, « dans les circonstances, mettre à la tête de l’administration un homme plus dégagé que lui des luttes politiques des dernières années ». Il participe aux ministères Taché-Macdonald et Belleau-Macdonald, au sein desquels il occupa les fonctions de conseiller exécutif et de procureur général du Bas-Canada, du 30 mars 1864 au 6 août 1865 et du 7 août 1865 jusqu'à l'avènement de la Confédération, le 1er juillet 1867. Son entrée au cabinet ayant rendu son siège de député vacant, il fut réélu dans Montréal-Est à une élection partielle le 11 avril 1864.

### La réforme des institutions

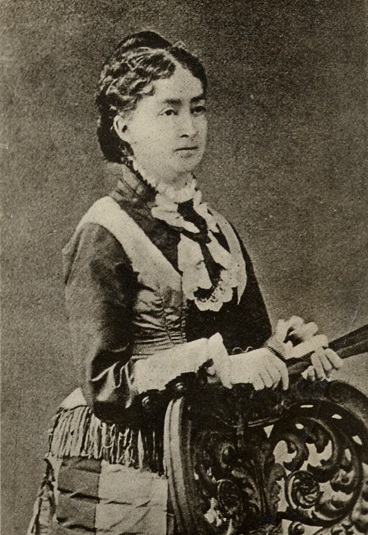
Hortense Fabre, épouse de George-Étienne Cartier, vers 1860.

Sous l'Union, Cartier prit l'initiative de quelques réformes majeures dans les domaines de l'éducation et de la justice.
Il restructura l'enseignement primaire dans ce qui est aujourd'hui le Québec.« En 1856, il compléta la loi fondamentale de 1846 [...], qui avait établi des écoles dans toutes les paroisses et avait consacré le principe de la dualité religieuse de ces écoles, en faisant décréter par le parlement la création d’un conseil de l’Instruction publique formé de catholiques et de protestants [...] et l’établissement d’écoles de formation pour les instituteurs et les institutrices [...].» Le gouvernement crée trois écoles normales pour la formation des maîtres dont une anglophone rattachée à l'Université McGill. Le Conseil de l'instruction publique, formé de quinze membres, assure la surveillance administrative des écoles, la réglementation des examens, l'engagement des enseignants et la sélection des manuels scolaires.
À titre de procureur général, Cartier parraine, en 1856, deux réformes majeures relatives à l'organisation judiciaire du Bas-Canada.
La première amène une décentralisation judiciaire créant quinze nouvelles cours de districts, de nouveaux postes de juges et la construction de palais de justice.
La seconde réforme concerne la codification des lois civiles du Bas-Canada. C'est la réalisation, nous dit Bonenfant, dont il était le plus fier. En 1857, il présenta la loi « pour pourvoir à la codification des lois du Bas-Canada qui se rapportent aux matières civiles et à la procédure », laquelle fut adoptée. « On prévoyait [...] la création d’une commission dont le président fut le juge René-Édouard Caron et qui accomplit un excellent travail de 1859 à 1865. Cartier fit approuver par le parlement le projet qui avait été rédigé [...] et le Code civil du Bas-Canada fut mis en vigueur le 1er août 1866. La commission codifia ensuite les règles de la procédure civile et elles furent appliquées à partir du 28 juin 1867.»
En 1859, Cartier fit adopter une loi controversée afin d'augmenter la compensation à verser aux anciens seigneurs, loi qui, selon les mots de Cartier « satisfera tous les grands intérêts et rendra justice aux seigneurs comme aux censitaires ».

### Un des Pères de la Confédération

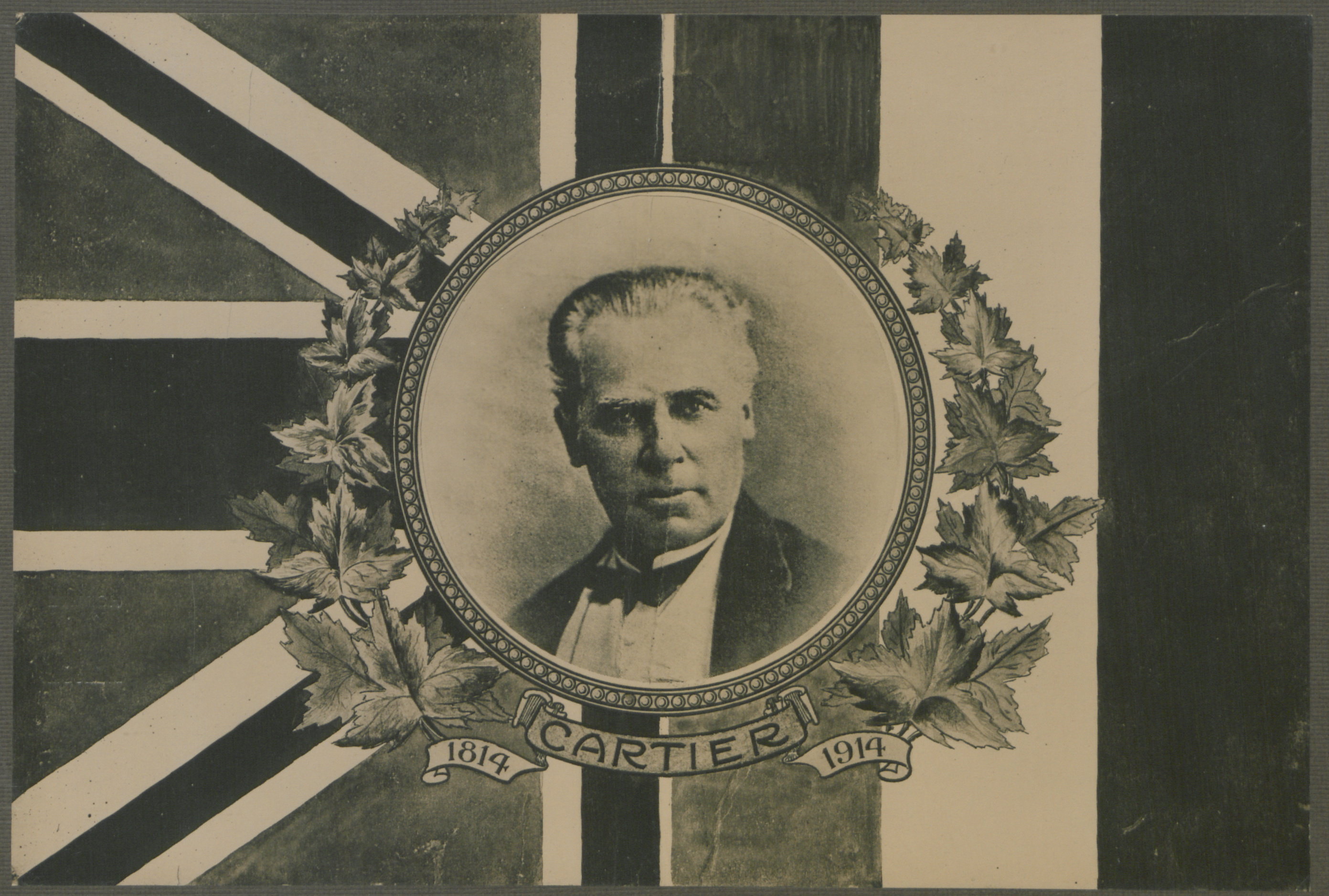
Drapeau commémoratif de Cartier, alliant le drapeau britannique au drapeau français.

Cartier est l'homme politique qui a réussi à persuader les Canadiens français d'accepter la Confédération.
À l’automne 1858, Cartier se rend à Londres avec Alexander Tilloch Galt et John Ross pour exposer au gouvernement britannique un projet de fédération des provinces de l’Amérique du Nord britannique. Toutefois, devant la réticence des autres provinces, le gouvernement britannique ne jugea pas bon de donner suite à ce projet. Mais l'idée n'allait pas disparaître.
Entre 1864 et 1867, Cartier consacra l'essentiel de ses énergies à la réalisation de ce projet de fédération. Pour Cartier le nouveau régime qu'on était à dessiner était le meilleur remède à l'annexion aux États-Unis : « Il nous faut ou avoir une Confédération de l’Amérique britannique du Nord ou bien être absorbés par la Confédération américaine », soutenait-il en 1865.
Avec la formation le 16 juin 1864 de la Grande Coalition dirigée par John A. Macdonald et Taché, mais soutenu par le rouge George Brown, dont faisait partie Cartier, la mise en place d'un nouveau régime politique devenait envisageable. Ces hommes politiques, qui « avaient été jusque-là des adversaires irréductibles, [...] acceptèrent de s’unir pour réaliser la fédération du Haut et du Bas-Canada ou, si possible, la confédération de toutes les colonies britanniques d’Amérique du Nord. »
Au sein de ce ministère élargi, Cartier fut un des principaux responsables de la naissance de la Confédération. Le refus de Londres en 1858 l'avait convaincu qu’un projet venant d’un gouvernement de coalition serait mieux accepté par la métropole. Le gouvernement britannique était d’ailleurs maintenant favorable à un tel projet.
Le ministère Macdonald-Taché entendait  « soumettre, durant la prochaine session, une mesure ayant pour objet de faire disparaître toutes les difficultés actuelles en introduisant au Canada le principe fédératif avec des dispositions qui permettraient aux provinces maritimes et aux territoires du Nord-Ouest d’être inclus dans le même système de gouvernement.»

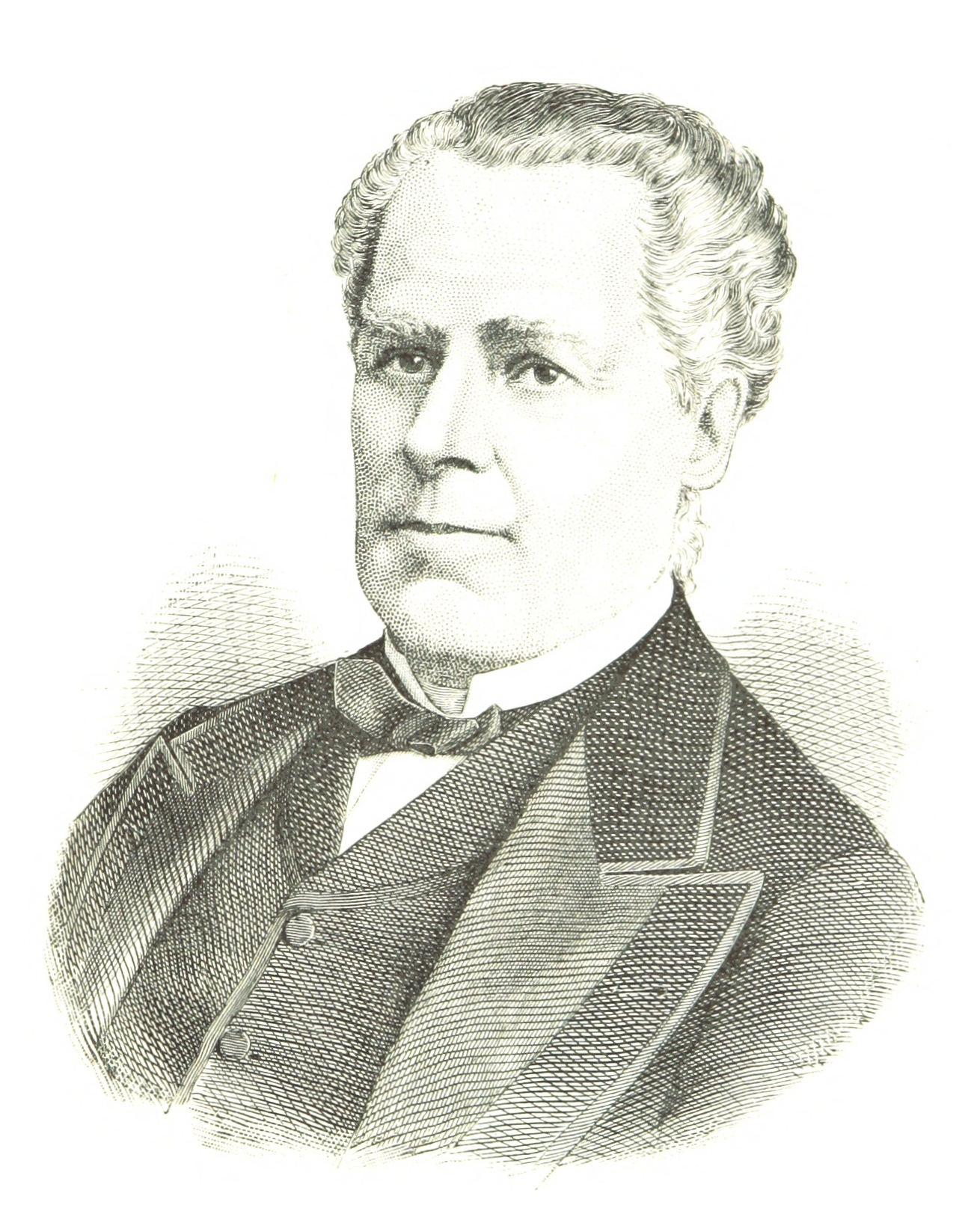
Illustration de George-Étienne Cartier

Au début de septembre 1864, Cartier participa à la conférence de Charlottetown. Il y fut, face aux représentants des autres colonies, l'un des défenseurs les plus éloquents du projet confédératif.
Il prit également part à la Conférence de Québec, tenue du 10 au 27 octobre 1864. il y plaide pour la création d’une nouvelle « nationalité politique » et dénonce les positions du chef du Parti rouge, Antoine-Aimé Dorion, qui soutient que le Canada français serait mieux servi en rejoignant les États-Unis. Au cours de cette conférence seront adoptées Soixante-douze résolutions qui constituent l'ossature de la Constitution de 1867. Ces résolutions furent discutées et approuvées au parlement, lors de la session de février et mars 1865. Cartier s'y signala par un long discours qu'il prononça le 7 février 1865 en faveur des propositions.
En décembre 1866, une ultime conférence est organisée à Londres afin, notamment, de régler la question des minorités protestantes et catholiques de la future fédération. Cartier part de Montréal le 12 novembre et, le 4 décembre, participe aux travaux de la conférence. Les délégués du Canada-Uni, du Nouveau-Brunswick et de la Nouvelle-Écosse approuvèrent les Résolutions de Québec qui devinrent les Résolutions de Londres et, finalement, l’Acte de l’Amérique du Nord britannique, sanctionné par la reine Victoria le 29 mars 1867. Bonenfant évoque un témoignage qui illustrerait, selon lui, la volonté de Cartier de protéger jusqu'au bout les intérêts du Bas-Canada dans le nouveau régime : « D’après un témoignage publié dans le Constitutionnel de Trois-Rivières, le 26 mai 1873, par Elzéar Gérin, qui était à Londres, John A. Macdonald aurait tenté de transformer le système fédératif accepté à Québec en une union beaucoup plus centralisée. George-Étienne Cartier s’y serait opposé et aurait menacé son collègue de demander par télégramme au premier ministre Belleau la dissolution du ministère. Macdonald n’aurait pas insisté. Cette version a été reprise par quelques historiens qui n’ont pu toutefois l’étayer de preuves sérieuses [...] ».

### Le lieutenant de John A. Macdonald

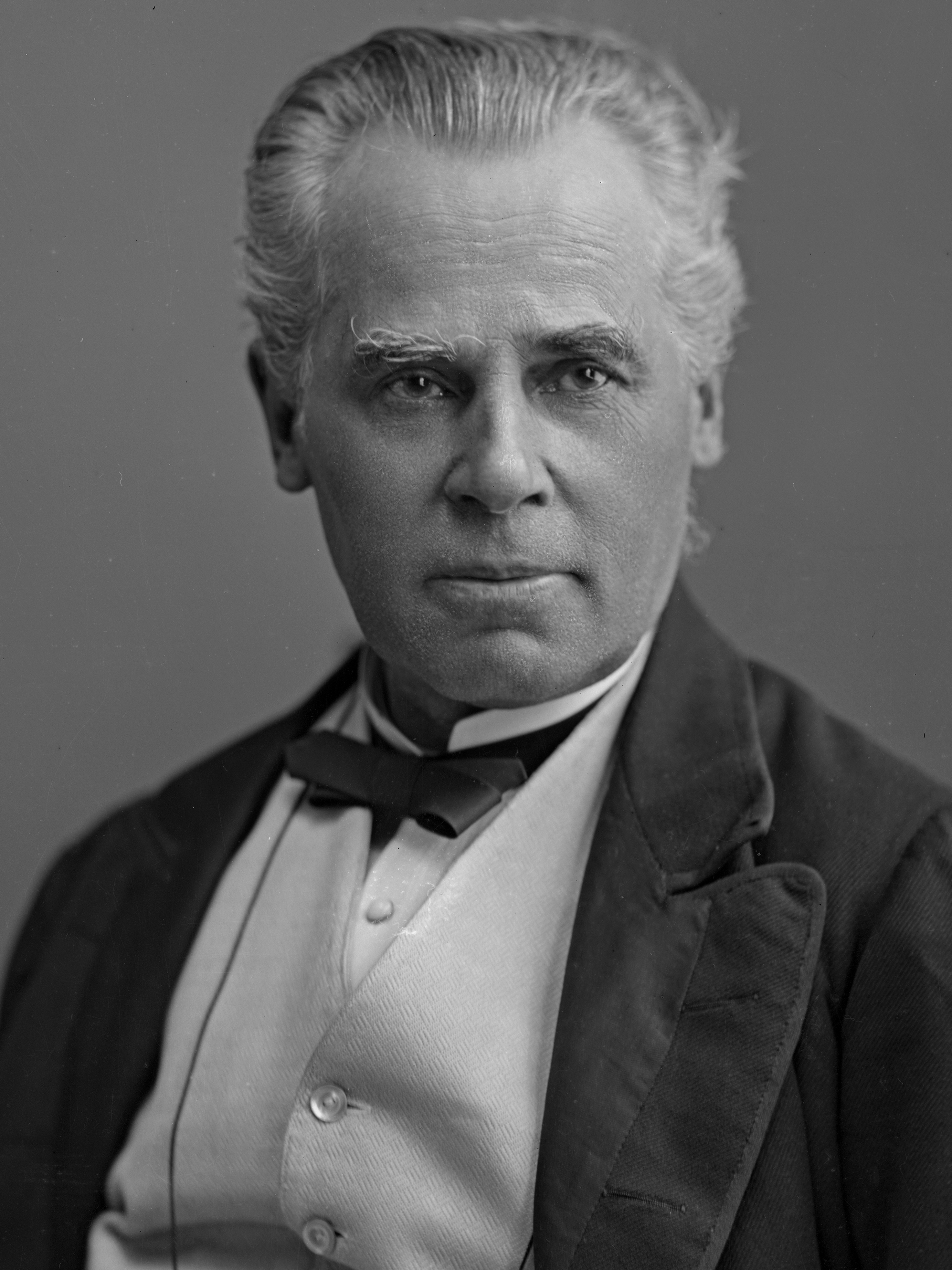
En 1871.

Le 1er juillet 1867, jour de la naissance officielle du Dominion du Canada, Cartier entre dans le cabinet de John A. Macdonald, à titre de ministre de la Milice et de la Défense. De 1867 à sa mort, Cartier sera en fait le principal lieutenant politique de Macdonald. Ce dernier ayant une santé défaillante, le politicien québécois le remplacera fréquemment comme premier ministre et comme chef du gouvernement à la chambre des Communes. Il sera, comme au temps de l'Union, une sorte de co-premier ministre, dont le statut était presque égal à celui de Macdonald.
En août et septembre 1867, des élections eurent lieu pour désigner des députés à la chambre des Communes et à l’Assemblée législative du Québec. Cartier se présenta dans Montréal-Est comme candidat conservateur à l’une et l’autre des deux chambres ainsi que le permettait la loi. Il fut élu à Ottawa après une lutte serrée contre Médéric Lanctôt, et, à Québec, contre Ludger Labelle. Son parti remporta une éclatante victoire aux élections fédérales et provinciales.
À l'Assemblée législative du Québec, Cartier ne fut, officiellement, qu'un simple député appuyant le gouvernement conservateur de Chauveau. En réalité, l'influence du « grand frère » fédéral sur ce dernier fut bien réelle. Cartier fut réélu à l’Assemblée législative lors des élections générales de 1871. Mais, escomptant des problèmes à Montréal, il s’était présenté dans le comté de Beauharnois.
En tant que ministre fédéral, il présenta une mesure législative d'importance, une loi de milice « qui établissait une force théorique de 700 000 hommes, qui permettait la création de nombreux régiments et qui fut à la base du système de défense du Canada jusqu’à la guerre de 1914 ».
Cartier joua également un rôle de premier plan dans les tractations et les négociations qui devaient mener à l'agrandissement territorial du nouveau Dominion du Canada. Il fut le principal artisan de la marche vers l’ouest, s'impliquant particulièrement lors de la création des provinces du Manitoba, en 1870, et de la Colombie-Britannique, en 1871, ainsi que de la mise en chantier du chemin de fer du Pacifique en 1872.
En octobre 1868, il se rendit à Londres avec William McDougall afin d'y négocier l’acquisition, avec la Compagnie de la Baie d'Hudson, la cession de la Terre de Rupert et des Territoires du Nord-Ouest. Ces territoires furent rattachés officiellement au Canada le 23 juin 1870.
Il fut également au cœur de la création, en mai 1869, de la province du Manitoba. « Des terres furent assurées aux Métis ; les droits des deux langues furent reconnus et les écoles des minorités religieuses, existant en vertu de la loi ou la coutume, furent acceptées.»

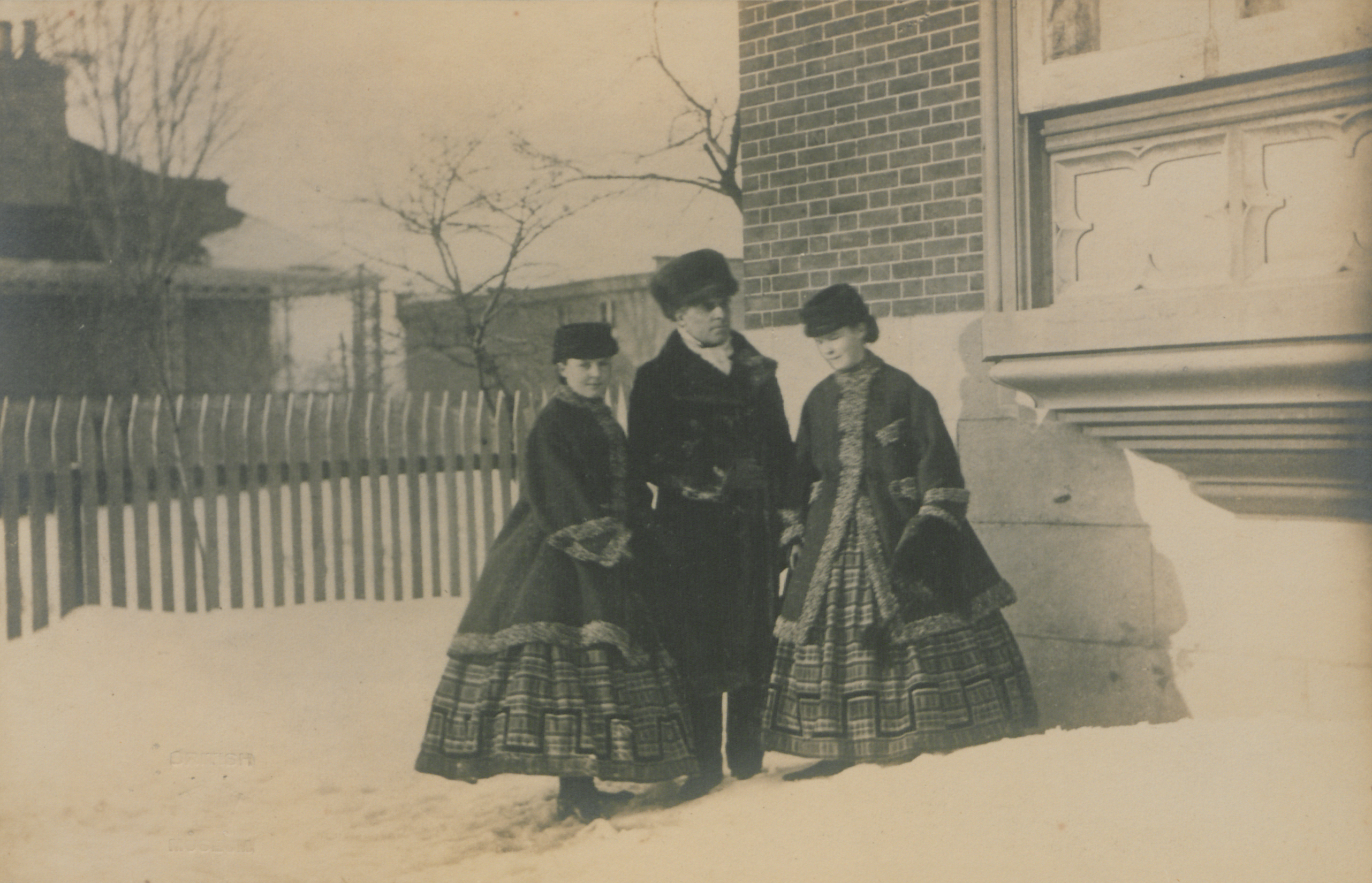
Cartier avec ses filles.

C’est lui aussi qui, au printemps 1871, en l’absence de Macdonald malade, rendit possible l’entrée de la Colombie-Britannique dans la Confédération canadienne. Il fait adopter par le parlement canadien l’adresse réclamant l’établissement d’une sixième province canadienne avec la promesse qu’elle serait liée au reste du Canada par un chemin de fer franchissant les Rocheuses.
Aux élections fédérales d'août 1872, Cartier fut battu dans Montréal-Est. Mais il se présenta en septembre dans Provencher, au Manitoba, et fut désigné sans opposition. Malade, Cartier avait sans doute de sa combativité. L'affaire des écoles du Nouveau-Brunswick, où la minorité franco-catholique voit le financement de ses écoles supprimé par une loi du gouvernement provincial lui a assurément nui. Comme le rappelle Bonenfant, « Cartier tout en déplorant que le Nouveau-Brunswick eût adopté la loi dénoncée, admit qu’elle était valide et qu’ainsi se révélait bien faible dans le fédéralisme naissant la protection des minorités. On le lui reprocha beaucoup dans le Québec.»

### Le scandale du Pacifique
La fin de la carrière politique de Cartier fut ternie par ce qu'on a appelé le scandale du Pacifique. Au printemps de 1872, Cartier soumit aux Communes un projet de loi sur la construction du chemin de fer canadien du Pacifique. Afin de réaliser ce projet titanesque pour l'époque, deux groupes financiers offrirent leurs services au gouvernement canadien : 1) un groupe d'hommes d'affaires montréalais, dirigé par Hugh Allan et allié à des financiers américains; formant la Canada Pacific Railway Co.; un groupe formé de dirigeants du Grand Tronc et de financiers de Toronto, réunis sous la bannière de l'Interoceanic Railway Company. Le gouvernement tente d'amener les deux groupes à s'entendre. Sans succès.
Finalement, c'est le groupe dirigé par Allan qui est chargé, début 1873, de la construction du nouveau transcontinental. Le gouvernement convainc celui-ci de séparer de ses associés américains et de se rapprocher du groupe de Toronto. Allan accepte et forme une nouvelle compagnie, la Canadian Pacific Railway. Mais, coup de théâtre. En avril 1873, le député libéral Lucius Seth Huntington révèle un scandale. Les parlementaires apprennent que Cartier avait promis à Allan d'appuyer son projet s'il versait une certaine somme d'argent à la caisse du parti conservateur en vue des élections de 1872. L'homme d'affaires « acheta » en quelque sorte son contrat pour la somme de 350 000 $. Cartier aurait reçu lui-même 85 000 $. À la suite de ces révélations, on demande une commission d'enquête. Au bout du compte, Macdonald donne sa démission. Des élections sont prévues en 1874. Les libéraux de Mackenzie seront portés au pouvoir.

### Vie privée

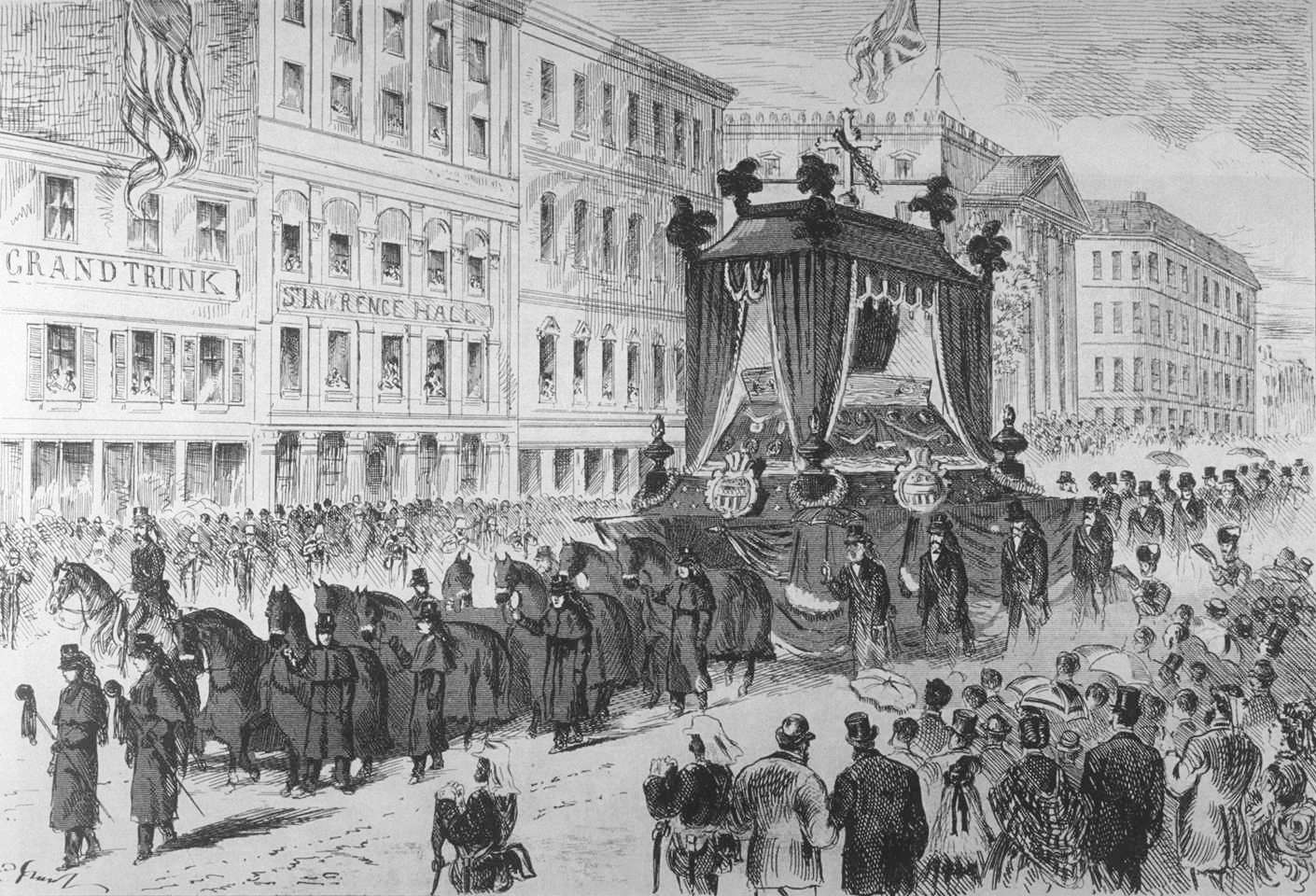
Procession funéraire de sur la rue Saint-Jacques, à Montréal.

Cartier était un esprit profondément conservateur : il acceptait les découvertes scientifiques et le progrès technologique, mais était opposé aux innovations dans le domaine des idées qu'il percevait comme une menace à l'ordre naturel établi. Par conséquent, il était attaché aux institutions traditionnelles britanniques. Au point de vue religieux, il n’était pas un mystique mais il était un chrétien catholique sincère, de tendance gallicane. Après sa mort, on trouva dans ses effets une Imitation de Jésus-Christ en latin, qu’il semblait avoir fréquemment consultée et dans laquelle il avait souligné la conclusion de chapitre XXIX du livre 3 qui en français se lit ainsi : « Celui qui ne désire pas plaire aux hommes ni ne craint de leur déplaire jouira d’une grande paix ».
Cartier était soucieux de l'argent et de la hiérarchie sociale et il épouse en conséquence Hortense Fabre, une femme réservée et fille d'un riche marchand, Édouard-Raymond Fabre, le 16 juin 1846 à l'église Notre-Dame de Montréal. Elle était la sœur du futur évêque de Montréal, Mgr Édouard-Charles Fabre, et du journaliste Hector Fabre. Le couple eut trois filles : Reine-Victoria, Joséphine et Hortense. Les relations avec son épouse et sa belle-famille n'ont pas toujours été bonnes, le couple finit par se séparer vers la fin des années 1850 sans l'annoncer publiquement et Cartier renoua avec le véritable amour de sa vie, Luce Cuvillier, qu'il connaissait depuis plusieurs années car elle était la cousine d'Hortense. À la fin des années 1860, Cartier et Luce Cuvillier vivent ensemble (mais, pour la forme, gardent une adresse distincte) et leur liaison est de notoriété publique dans la classe politique. De fait, aucun de ses adversaires politiques ne s’en sert contre lui et les journalistes se contentent de signaler la présence de sa compagne aux activités sociales auxquelles il prend part. En 1866, elle est avec lui lors de la Conférence de Londres et l’accompagne par la suite à Rome. Dans son testament daté de 1866 et rendu public après sa mort en 1873, il fait l'éloge de sa maîtresse.

### Fin de vie
À l'automne de 1872, Cartier se rend à Londres dans le but de s'y faire soigner. Il est atteint, depuis 1871, d'une néphrite chronique (mal de Bright). Il meurt à Londres, le 20 mai 1873, entouré de sa femme et de ses filles qui habitent en France depuis 1871. Avant que sa dépouille ne soit ramenée à Montréal, son service funèbre est célébré à la French Chapel et sa compagne Luce Cuvillier y assiste. Il est ensuite rapatrié à Montréal et, après l'exposition du cercueil au Palais de justice, les funérailles ont lieu à l’église Notre-Dame. Il est inhumé au cimetière Notre-Dame-des-Neiges,.

## Généalogie

Registres de l'état civil du Québec.
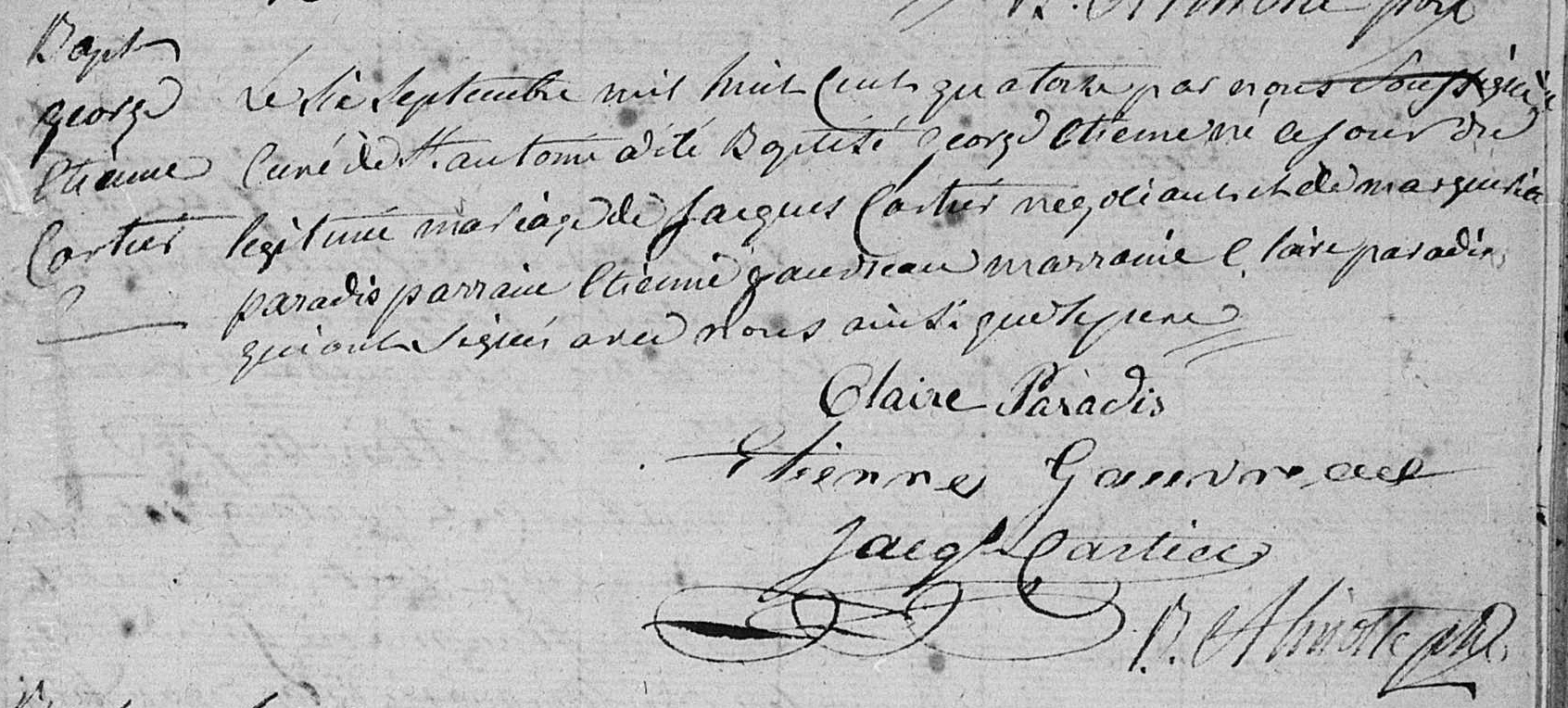
Acte de baptême de George Etienne Cartier. 6 septembre 1814. Paroisse Saint-Antoine-sur-Richelieu de la ville de Saint-Antoine-sur-Richelieu.
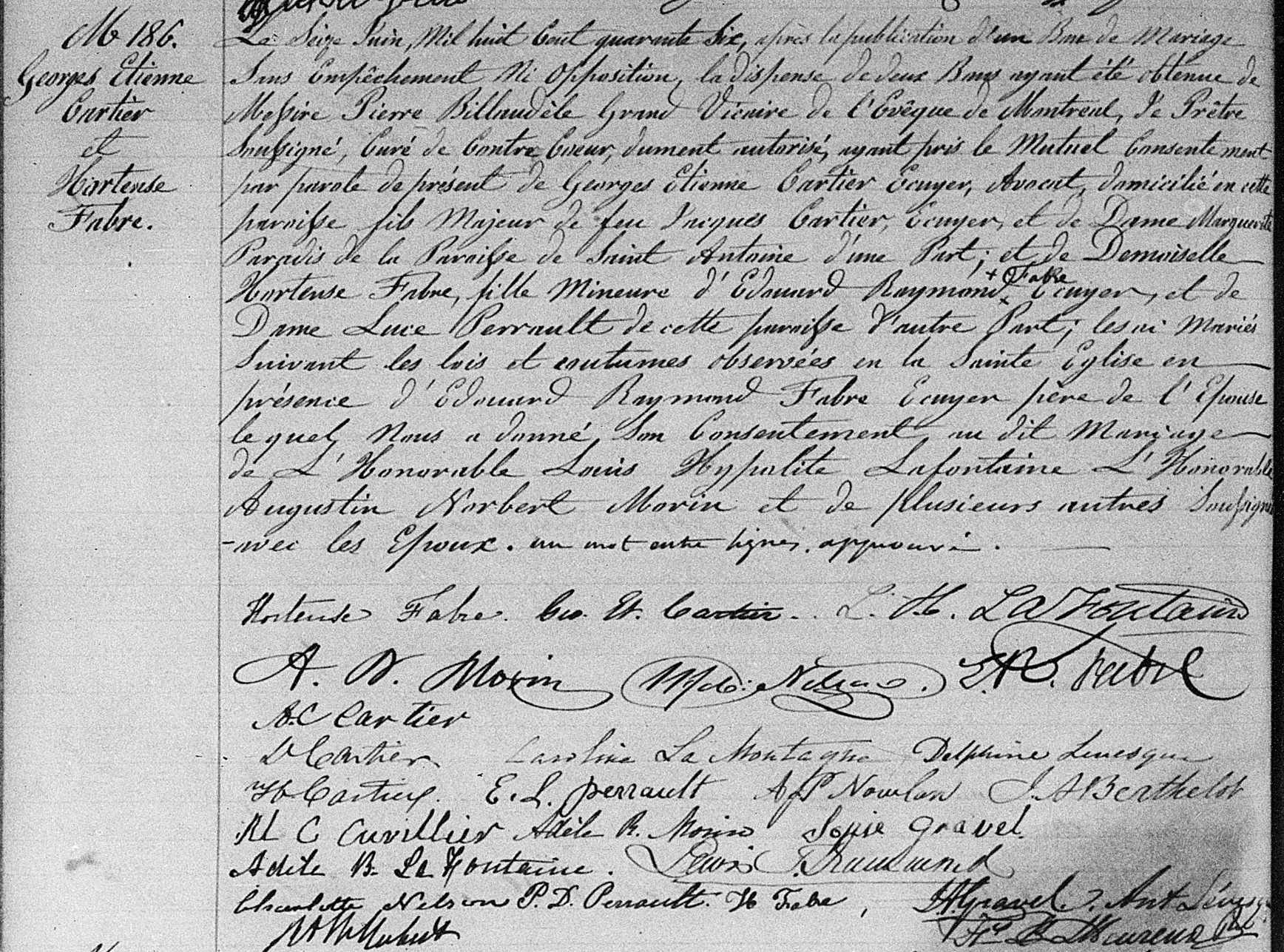
Acte de mariage entre Georges Etienne Cartier et Hortense Fabre. 16 juin 1846. Paroisse Notre-Dame de la ville de Montréal.
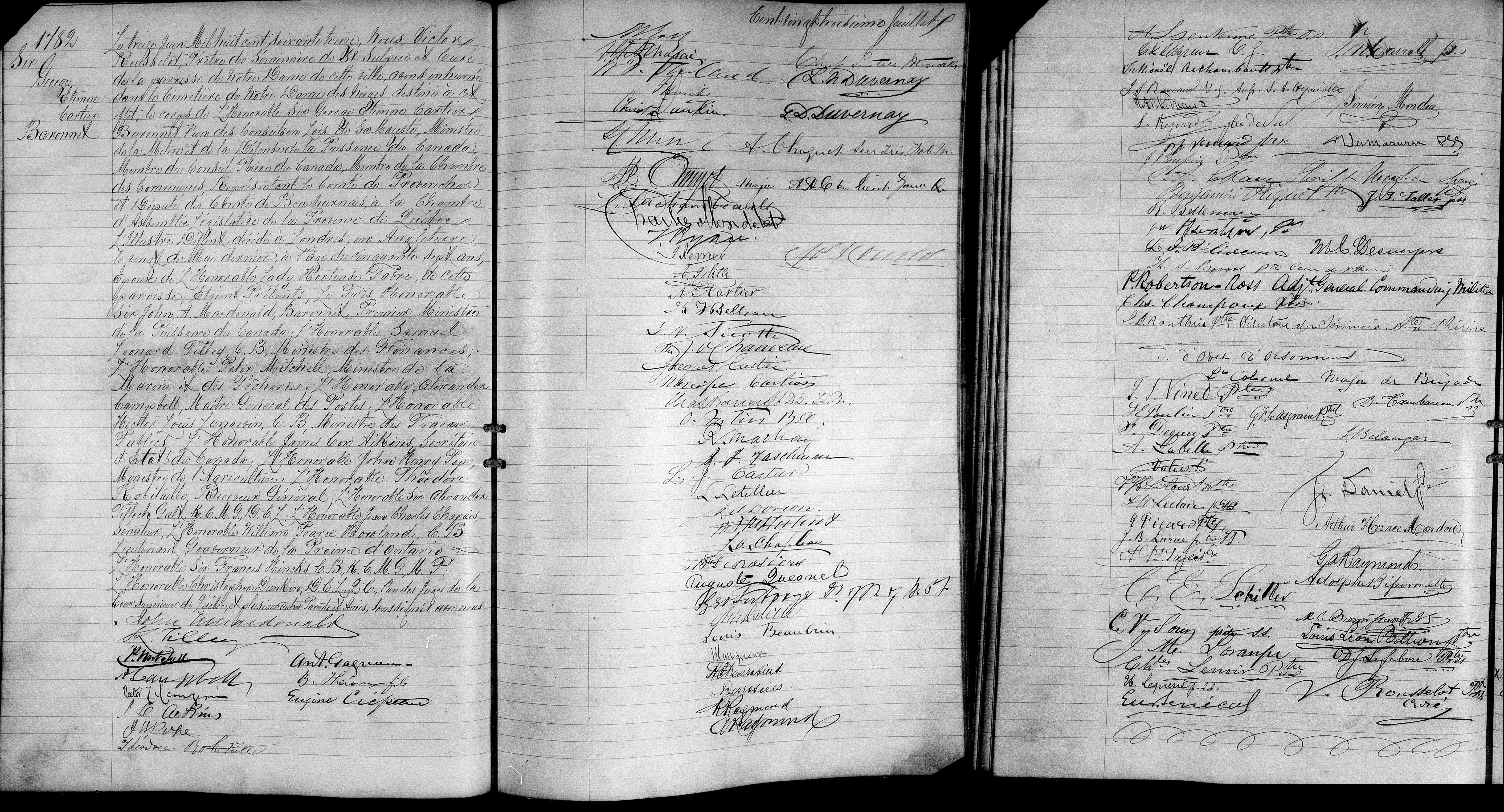
Acte de sépulture de George Etienne Cartier. 13 juin 1873. Paroisse Notre-Dame de la ville de Montréal.

## Hommages

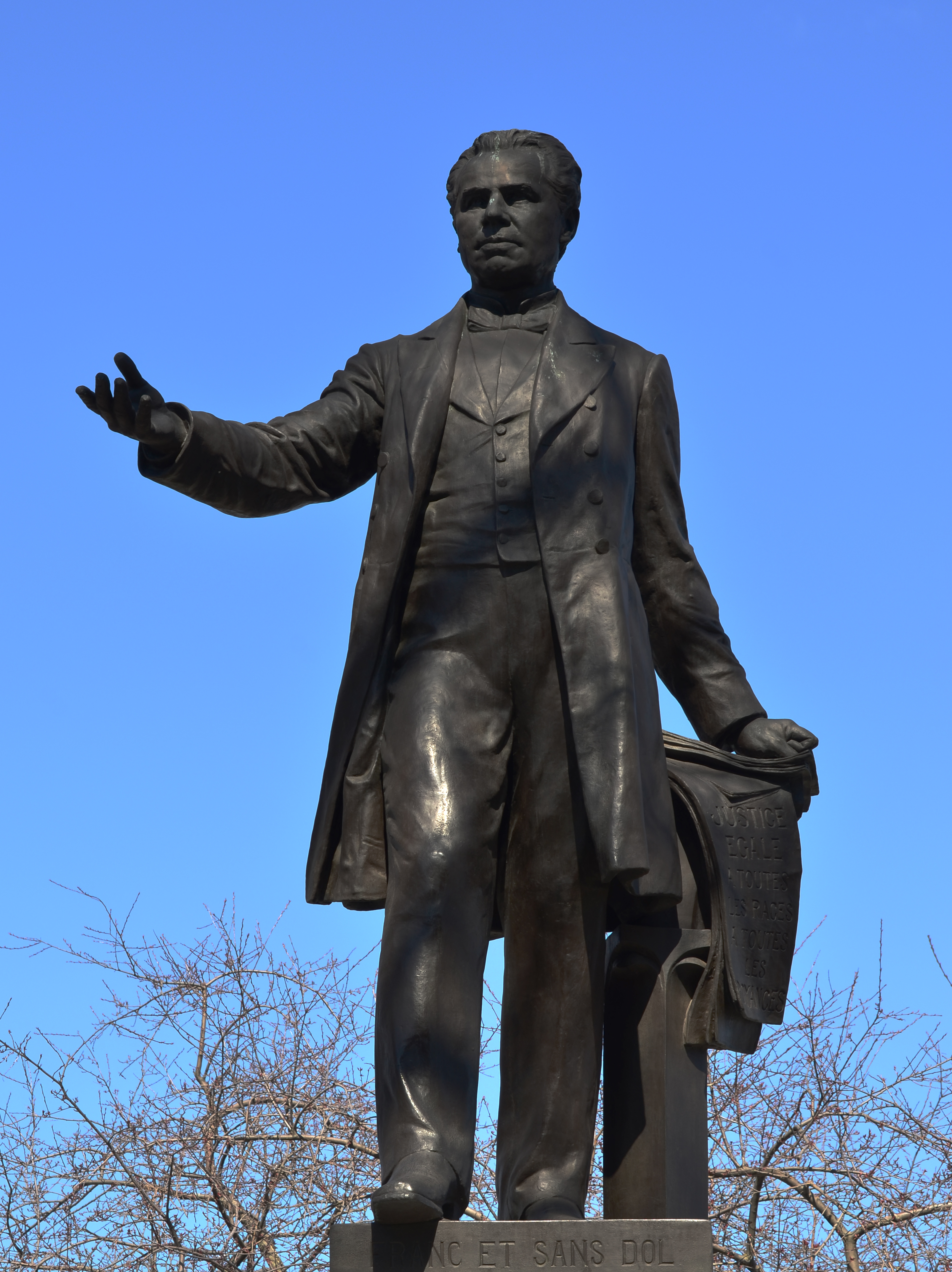
Une statue de George-Étienne Cartier dans le parc Montmorency à Québec.

- L'aéroport international Macdonald-Cartier d'Ottawa
- L'autoroute Macdonald-Cartier en Ontario nommée en l'honneur de Cartier et de son homologue père de confédération John A. Macdonald
- La station lavalloise Cartier du métro de Montréal ainsi que le boulevard adjacent du même nom
- Le monument à George-Étienne Cartier lui est érigé sur le mont Royal à Montréal
- Le Lieu historique national de Sir-George-Étienne-Cartier au 458 rue Notre-Dame est (angle Berri) dans le Vieux-Montréal
- L'école primaire George-Étienne-Cartier à Ottawa
- L'école primaire George-Étienne-Cartier à Saint-Antoine-sur-Richelieu
- L'école primaire George-Étienne-Cartier à Longueuil
- La rue et le parc Square Sir-George-Étienne-Cartier dans l'arrondissement sud-ouest de Montréal (Saint-Henri) entre la rue Notre-Dame ouest et la rue Saint-Ambroise.
- Une avenue à Québec dans le quartier Montcalm port son nom[6].
- Dans le parc Montmorency à Québec, on y retrouve le monument dédié à Sir George-Étienne Cartier. Le parc Montmorency a été désigné lieu historique du Canada en 1949[7].

## Phrase célèbre
« Un habitant du Bas-Canada est un Anglais qui parle le français. »

— George-Étienne Cartier[réf. incomplète]

### Archives
- Fonds Georges-Étienne Cartier - Bibliothèque et Archives Canada
- Fonds George-Étienne Cartier (MSS151) - Bibliothèque et Archives nationales du Québec (BAnQ).